# Marvel vs. Capcom 3: Fate of Two Worlds
Marvel vs. Capcom 3: Fate of Two Worlds Māvuru Bāsasu Kapukon Surī: Feito Obu Tū Wāruzu (マーヴル バーサス カプコン スリー フェイト オブ トゥー ワールズ) és un videojoc de lluita crossover desenvolupat per Capcom.

## Jugabilitat
Marvel vs. Capcom 3 és un joc de lluita en el qual dos jugadors poden competir en la batalla, amb els personatges i els seus propis estils de lluita únics i atacs especials. El joc compta amb la característica d'un mateix equip basat en torns, com els anteriors lliuraments de la sèrie, on cada jugador escull tres personatges que es poden intercanviar a qualsevol moment durant una partida, i utilitza una selecció d'ordres anomenat "Evolved Vs. Fighting System" ("sistema de baralla versus evolucionat"), una versió modificada dels sistemes abans vists en uns altres Marvel vs. Capcom i Capcom vs. SNK. Est el primer joc de la franquícia a oferir models dels personatges en tres dimensions, en lloc de sprites en dues dimensions, encara que el joc segueix limitat en això últim, permetent als personatges que es moguin només cap enrere, avanci o a dalt, quan estan en l'aire.
A diferència de Marvel vs. Capcom 2, que va comptar amb quatre botons d'atac separats com dos parells de cops d'alta resistència, baixa i puntades, Marvel vs. Capcom 3 utilitza un procediment simplificat, l'esquema de control de tres botons que són atacs de baix, mitjà, alt i modelatge. Després de Tatsunoko vs. Capcom, que Capcom creu que va a "derrocar el mur de controls complicats i obrir el camp de la lluita estratègica a tots els interessats", així com un nou "canvi" que amb un només botó el jugador pot fer que el personatge estigui en l'aire, canviar de personatge en el transcurs d'un blego, i el cop de l'oponent en el sòl quan és utilitzat per certs personatges.
Els jugadors poden usar cada botó per encadenar combinacions d'atacs, així com realitzar moviments especials usant una combinació de pulsacions de botó i moviment de joystick. Amb els atacs del personatge, el seu mesurador especial s'omple d'energia, la qual pot ser usada pel jugador per executar potents Hyper Combos i combinacions d'equip que involucren a múltiples personatges. El joc compta amb un "Mode simple" que permet als jugadors realitzar combos i moviments especials fàcilment a costa de limitar el moveset d'un personatge. El joc també inclou un "Mode missió", que presenta reptes específics per a cada personatge, orientats a ajudar els jugadors a explorar el sistema de control normal i preparar-los per jugar contra altres persones.
El joc compta amb el clàssic "Mode Arcade", per a un jugador que serà més robust que els seus predecessors. Els jugadors podran usar el seu equip de tres personatges per derrotar a una sèrie d'oponents controlats per la IA abans de lluitar contra el cap final del joc, Galactus; cada personatge té el seu propi final especial, que s'obté en completar el "Mode Arcade". Marvel ha declarat que és "tot sobre fan service". L'autor de còmic Frank Tieri va escriure la història, el diàleg, i els finals per al joc. El joc inclou un "Mode online" que usa els serveis Xbox Live i PlayStation Network. Quan comença una partida en línia, els jugadors poden consultar una "targeta de llicència" de l'oponent, la qual serveix per fer un seguiment dels jugadors en funció del seu estil de lluita, la qual cosa està determinat per cinc categories: estabilitat, tipus bàsic, defensa bàsica, ofensiva avançada, i defensa avançada. També registren els punts del jugador i el nombre total de victòries i derrotes, i permet als jugadors veure els punts positius i negatius dels seus estils de joc.

## Personatges
El joc inclou nous i antics personatges de la sèrie Marvel vs. Capcom, amb l'acompanyament d'obres d'art realitzades per l'artista de promoció de Capcom, Shinkiro. La llista final consta de 36 personatges, dels quals 2 estan disponibles com contingut descarregable, formant un total de 38 si el jugador desitja adquirir-los.
| Personatges de Capcom                | Personatges de Marvel               |
| ------------------------------------ | ----------------------------------- |
| Ryu (Street Fighter)                 | Wolverine (X-Men)                   |
| Morrigan Aensland (Darkstalkers)     | Iron Man (Avengers)                 |
| Chris Redfield (Resident Evil)       | Hulk (Avengers)                     |
| Dante (Devil May Cry)                | Deadpool (X-Men)                    |
| Felicia (Darkstalkers)               | Captain America (Avengers)          |
| Chun-Li (Street Fighter)             | Doctor Doom (Fantastic Four - Vilà) |
| Trish (Devil May Cry)                | Super-Skrull (Fantastic four)       |
| Amaterasu (Okami)                    | Thor (Avengers)                     |
| Viewtiful Joe                        | Dormammu (Dr. Strange - Vilà)       |
| Tron Bonne (Megaman Legends)         | X-23 (X-Men)                        |
| Albert Wesker (Resident Evil - Vilà) | Spider-Man                          |
| Nathan Spencer (Bionic Commando)     | M.O.D.O.K. (Avengers)               |
| Arthur (Ghosts n´Goblins)            | Magneto (X-Men)                     |
| Zero (Megaman X)                     | She-Hulk (Avengers)                 |
| Crimson Viper (Street Fighter)       | Storm (X-Men)                       |
| Mike Haggar (Final Fight)            | Phoenix (X-Men)                     |
| Akuma/Gouki (Street Fighter - Vilà)  | Taskmaster (Avengers)               |
| Hsien-Ko/Lei Lei (Darkstalkers)      | Sentinel (X-Men)                    |
| Personatges Descargables (Capcom)    | Personatges Descargables (Marvel)   |
| Jill Valentine (Resident Evil)       | Shuma Gorath (Dr. Strange)          |
|                                      | Cap Final (No Jugable)              |
|                                      | Galactus (Fantastic Four - Vilà)    |

### Personatges absents
Els personatges confirmats per Niitsuma que no podran aparèixer en Marvel vs. Capcom 3 inclou als monstres Tyrant i Nemesis de la sèrie Resident Evil, ja que la seva inclusió faria el canvi de classificació del joc, així com els membres principals dels Quatre fantàstics de Marvel, que van ser exclosos per proposta de l'empresa per raons no divulgades. Niitsuma originalment tenia planejat incloure a Silver Surfer, però l'equip no va poder trobar una manera d'incorporar la seva taula de surf en el motor de lluita: tenien pensat incloure-ho sense la seva taula, però ells van dir que es veuria molt similar a Iceman. Frank West, protagonista del videojoc Dead Rising, que prèviament va fer una aparició jugable en Tatsunoko vs. Capcom està absent a causa que els seus moviments causaven que el joc sofrís una desacceleració molt dolenta. Strider Hiryu també està absent per problemes legals amb la seva companyia de màniga. Ghost Rider va ser planejat a aparèixer però va quedar absent a causa que l'equip de Capcom tenia problemes per programar la seva motocicleta en el joc. Mega Man va ser el personatge que més va brillar per la seva absència, en lloc d'ell està Zero per representar la franquícia, pel fet que Zero té moviments més variats. Niitsuma també va dir que els personatges originals de Marvel vs. Capcom 2 com Amingo i Ruby Heart no apareixerien. No obstant això, molts d'aquests personatges van ser inclosos després en l'actualització del joc (veure més a baix)

## Desenvolupament
Marvel vs. Capcom 3 va ser anunciat en una premsa de Capcom en Hawaii en abril de 2010. Va ser revelat que el joc ha estat en desenvolupament des de l'estiu del 2008, quan Capcom va adquirir la llicència de Marvel després d'un període de qüestions jurídiques, encara que de primer en altres entrevistes havia arribat a dir el productor que unes altres de les raons per la qual no van voler treure el joc en aquest mateix any va ser que ell va arribar a adonar-se del gran èxit que estava passant Street Fighter IV, i va pensar que no era convenient treure el joc en aquest mateix any, ja que no volia que entrarà en competència amb aquest. Ryota Niitsuma, qui havia dirigit prèviament la producció de Tatsunoko vs. Capcom, signa com el director i productor del nou joc, ja que va ser qui li va donar "llum verda" després d'anys i anys d'incessant demanda. Niitsuma va declarar que el joc es va construir des de zero, utilitzant el motor de joc MT Framework, el mateix motor de joc vist en altres jocs de Capcom com Resident Evil 5 i Lost Planet 2, que ell descriu com "el motor més gran que un joc de lluita ha tingut sota el capó".
La filosofia de disseny de Marvel vs. Capcom 3 era fer un joc que arribés als quals han estat fans de tota l'època de la sèrie, però al mateix temps, ampliar la seva base d'usuaris als quals poden estar familiaritzats amb els personatges representats, però no amb els jocs de lluita en general. En particular, l'expresident de la companyia Keiji Inafune va expressar el seu desig d'atreure a una audiència mundial.
Una edició especial del joc també està disponible, que inclou una caixa metàl·lica, un llibre d'art com a pròleg d'un còmic de 12 pàgines escrit per Tieri, la subscripció d'un mes per Marvel Digital Comics, i els codis canjeables per descarregar gratuïtament als personatges Jill Valentine i Shuma-Gorath, que estan disponibles des del 15 de març del 2011. Ryota Niitsuma va dir que la demanda dels seguidors podria afectar el futur DLC. No obstant això, Capcom no limitarà els seus futurs DLC de personatges solament, també va anunciar vestits que estan disponibles des de l'1 de març de 2011 per $ 5 USD en PSN i 400 punts Microsoft en Xbox Live. El primer paquet conté vestits per Ryu, Thor, Dante, Iron Man, Chris Redfield i Captain Amèrica; a més, el llançament d'aquest paquet coincideix amb el de la "Manera ombra". El 22 de març de 2011, va sortir una actualització del joc per corregir alguns errors i equilibrar alguns personatges: Sentinel, Akuma, Spencer i Haggar, entre uns altres. El 25 de març va sortir un pegat per activar la "Manera esdeveniment". El segon paquet de la "Manera ombra" va ser llançat el 29 de març de 2011; a diferència del primer, aquest costa 80 punts Microsoft i $ 1 USD en la PlayStation Network, i desbloqueja tres nous adversaris d'IA.